# مارتین کاسیان
مارتین واهانی کاسیان (ارمنی: Մարտին Վահանի Կասյան؛  زادهٔ ۱۴ سپتامبر ۱۹۰۵ - درگذشته ۲۵ اکتبر ۱۹۹۵) مهندس مکانیک، آکادمیسین اهل ارمنستان بود.

## زندگی‌نامه
وی در ۱۴ سپتامبر ۱۹۰۵ در اباستومانی به دنیا آمد و از دانشگاه فنی گرجستان (۱۹۲۸) فارغ‌التحصیل گشت. وی عضو فرهنگستان ملی علوم ارمنستان بود. وی همچنین برندهٔ جوایزی همچون نشان پرچم سرخ کار، نشان برجسته افتخار، مدال کار شجاعانه در جنگ بزرگ میهنی (۱۹۴۵–۱۹۴۱)، نشان دوستی خلق، نشان انقلاب اکتبر، جایزه دولتی ارمنستان شوروی () و دانشمند شایسته ارمنستان شوروی () شده است. وی در ۲۵ اکتبر ۱۹۹۵ در سن ۹۰ سالگی در ایروان درگذشت.

## نگارخانه

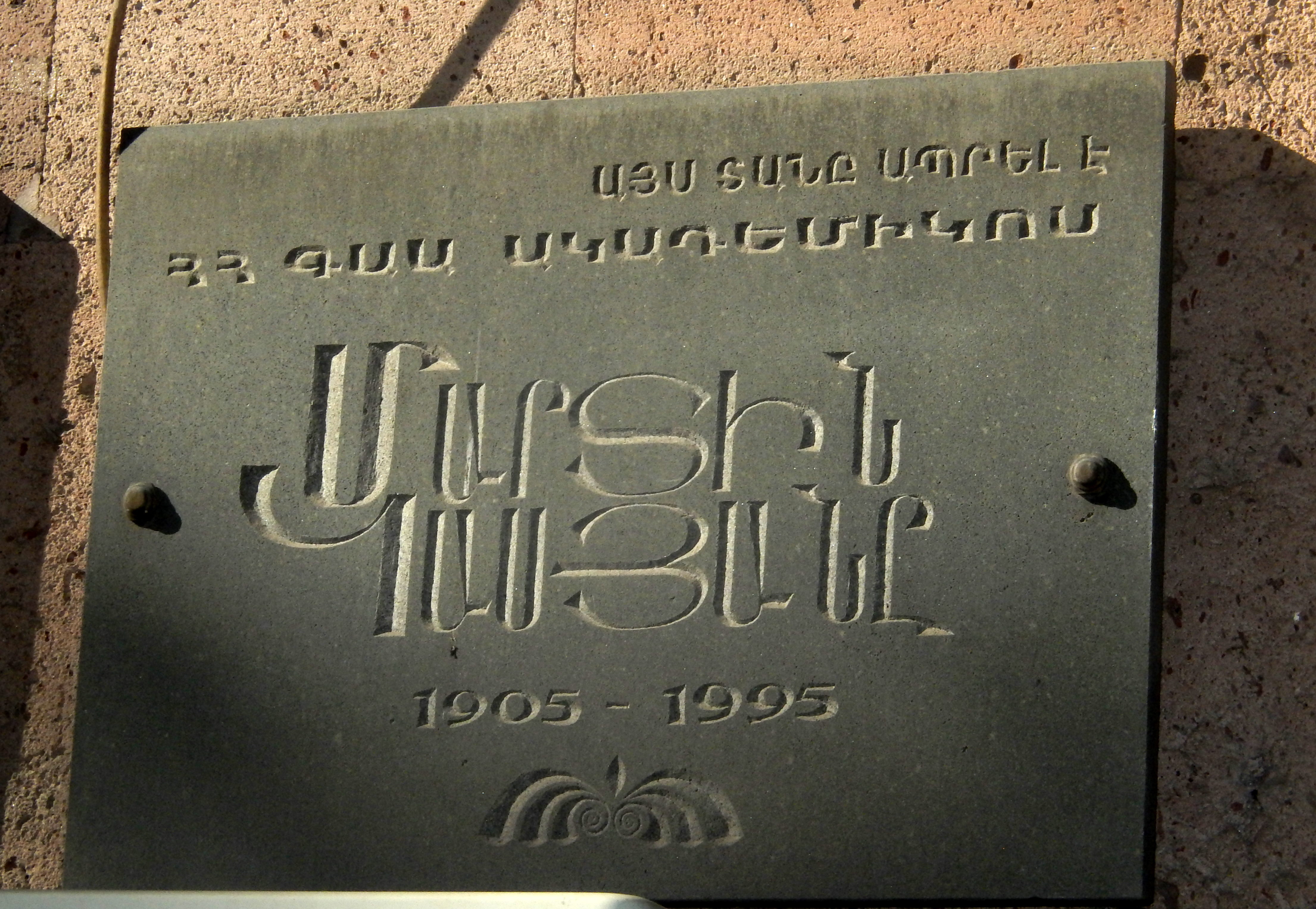

## یادداشت
1. ↑  տեխնիկական գիտությունների դոկտոր
2. ↑  hy:Գիտություն և տեխնիկա (հանդես)